# Parabembras curtus
Parabembras curtus is een straalvinnige vissensoort uit de familie van diepwaterplatkopvissen (Parabembridae). De wetenschappelijke naam van de soort is voor het eerst geldig gepubliceerd in 1843 door Temminck & Schlegel.